# 대니얼 키스
대니얼 키스(Daniel keyes, 1927년 8월 9일~2014년 6월 15일)는 소설가이다. 브루클린 칼리지에서 심리학을 전공하고 동 대학원에서 영미문학으로 박사학위를 받았다. 2000년 전미SF판타지작가협회(SFWA)에서 수여하는 명예공로상을 받았으며, 오하이오 대학교에서 교수로 재직하였다. 그의 대표작 『앨저넌에게 꽃을』은 세계적인 권위를 자랑하는 휴고상과 네뷸러상을 잇따라 수상하며 장기 베스트셀러가 되었다. 그 후 오하이오 대학교에서 영문학과 창작을 가르치는 한편, 여러 정신과 의사와 함께 다중인격 환자를 직접 관찰하며 다중인격장애(정식 명칭: 해리성정체장애)에 대해 연구하기 시작했다. 법원에서 다중인격장애로 무죄가 선고된 최초의 인물, 빌리 밀리건의 실화를 극화한 『빌리 밀리건』은 전 세계적으로 엄청난 반향을 불러일으키며 장기 베스트셀러가 되었고, 에드거상 후보에 오르기도 했다.

## 생애
대니얼 키스는 남부 플로리다에서 살았다.
뉴욕에서 태어난 그는 17에 미국 해양 서비스에 가입하고 선박의 사무장으로 취직하여 바다로 갔다. 몇년 뒤 키스는 바다를 떠나 브루클린 칼리지(현재 CUNY)에서 학업을 재개했고, 심리학 학위를 받았다.그는 이후 연작 소설 편집자로 고용되었으나 얼마 후 패션 사진 사업을 위해 편집분야를 떠났다. 그 후 키스는 뉴욕시 학교에서 영어를 가르칠 수있는 교사 자격을 취득하고 종신 재직권을 부여받았다. 낮에는 가르치고 주말에는 글을 쓰면서, 그는 영문학 대학원 공부를 위해 밤에는 브루클린 칼리지로 돌아왔다. 석사 학위를받은 후, 그는 웨인 주립 대학에서 창의적 글쓰기를 가르치기 위해 뉴욕을 떠났다. 그는 영어와 문예 창작 교수로 임명되었고, 1966년 오하이오 대학교의 교수진에 합류했으며, 2000년 명예 공로상을 받았다. 브루클린 칼리지는 키스에게 1988년 '명예로운 졸업생 훈장'을 수여했다.

## 작품

### 앨저넌에게 꽃을
- IQ 70의 바보에서 IQ 180의 천재가 되어버린 빵가게 점원 찰리의 행복하고도 슬픈 날들을 그려내고 있다. 인간의 유전자 지도 완성이라는 게놈 프로젝트에 주인공 찰리가 실험 대상이 된다. 찰리는 어릴 적부터 I.Q 70인 자신의 모습이 싫었고 흔쾌히 실험에 참여하여 그곳에서 천재가 된 생쥐 앨저넌을 만나게 된다. 결국 천재가 된 찰리는 정신적 변화가 있는 앨저넌의 상태에서 자신의 미래를 알게 되는데.. 『앨저넌에게 꽃을』은 찰리의 보고서이자 일기 형식으로 구성되어 있다. 급격한 지능변화를 겪는 찰리는 천재가 되기까지 스스로 자신의 정신상태를 담담히 서술해 나가는데, 이러한 형식은 설득력 있게 다가오는 긴장감과 마력, 감동을 한층 더해준다. 그의 때묻지 않은 순수한 모습과 저자 특유의 감성적 문체로 인해 순수했던 우리의 옛 모습을 한번 뒤 돌아보게 만든다. 성취지향적이고 물질 만능주의적인 사회 속에 인간의 존엄성과 가치가 매몰되는 과정을 그리고 있는 이 책은 인생에 있어 많은 지식의 섭렵만이 과연 최고의 가치인지를 다시 한번 생각하게 해준다.
- 한국에서는 생쥐에게 꽃다발을, 알게논 무덤 위에 꽃을, 찰리, 모래시계, 빵가게 찰리의 행복하고도 슬픈 날들, 앨저넌에게 꽃을 등의 제목으로 번역 및 출간되었다.
- 한국에서는 2006년 1월 kbs 월화드라마 <안녕하세요 하느님>으로 각색되어 방영되었으며, 전 세계적으로 많은 유형의 tv, 라디오, 극 등으로 각색되었다.

- 1961 tv드라마, The Two Worlds of Charlie Gordon, starring Cliff Robertson.
- 1968 영화, Charly, 주연을 맡은 클리프 로버트슨이 이 작품을 통해 아카데미 남우주연상을 수상하였다.
- 1969 연극, Flowers for Algernon by David Rogers.
- 1978 뮤지컬, Charlie and Algernon by David Rogers and Charles Strouse.
- 1991 라디오 극, Flowers for Algernon, for BBC Radio 4 starring Tom Courtenay.
- 1997, 밴드 Screech Owls가 "Guinea Pig"라는 노래를 이 책에 근거하여 썼다. 이 곡은 그들의 앨범 "Tomorrow Calling" "Guinea Pig by Screech Owls"에 수록되었다.. https://web.archive.org/web/20120331032026/http://matthieumaurel.bandcamp.com/track/guinea-pig.
- 1998, 뉴스라디오 프로그램, Season 5 Episode 5 'Flowers for Matthew in which Joe creates a "smart drink" which temporarily makes Matthew a genius.'
- 2000 tv 영화, Flowers for Algernon, starring Matthew Modine.
- 2002 일본 드라마, "Algernon ni Hanataba wo"
- 2006 프랑스 tv영화, Des fleurs pour Algernon.
- 2006 현대 무용 작품, Holeulone, by French dancer and choreographer Karine Pontiès. Winner of the Prix de la Critique de la Communauté française de Belgique for best dance piece.
- 그 외에 호주 (1984), 체코슬로바키아 (1988), 프랑스 (1982), 아일랜드 (1983), 일본 (1987, 1990), 폴란드 (1985).

### The Touch
(Harcourt, 1968) 방사능 사고와 관련하여 인간의 비극을 다루고 있다.

### The Fifth Sally
(Houghton Mifflin, 1980) 다중인격을 다룬 첫 소설,

### Until Death...
플로리다에서 일어난 두 건의 살인 사건에 대한 소설. 1998.2.18에 Until Death Do Us Part: The Sleeping Princess라는 제목에서 일본에서 출간되었다.

### The Asylum Prophecies
그의 가장 최근 소설

### 논픽션소설들
- The Minds of Billy Milligan (Random House, 1981; Bantam 1982 & 1992)

내 몸과 마음속에 24명의 '다른 사람'이 살고 있다면?
1977년 납치와 강간 혐의로 기소됐다가 다중인격장애와 정신이상으로 무죄 혐의를 받은 ' 빌리 밀리건 '의 일대기를 소설 형식으로 구성한 논픽션. <앨저넌에게 꽃을>의 작가 다니엘 키스가 집필했으며, 인간 정신, 인격, 자아에 관한 전혀 새로운 지평을 열어젖힌 '현대 심리학의 고전'으로 평가받았다. 현재 2008년 개봉을 목표로 '배트맨 시리즈'의 조엘 슈마허 감독이 영화 제작 중이다.
어렸을 때 양부로부터 성적 학대에 시달린 빌리 밀리건. 그는 고통스런 상황에서 벗어나기 위해 양부를 죽이는 게 삶의 목표인 에이프릴, 육체파 행동주의자 레이건, 마약에 찌든 절도범 케빈, 영국 신사 아서, 사기꾼 앨런, 애정에 굶주린 레즈비언 에이들라나, 3세의 영국 소녀 크리스틴, 예술가 타미, 뉴욕 출신의 폭력배 필립 등 다양한 연령대와 성을 가진 24개의 인격으로 분열되었다.
이 24명의 인격들은 밀리건이 여덟 살 때 성학대를 당한 이후 20년 가까이 상황에 따라 번갈아 '자리'를 차지하며 활동해왔다. 그러나 정작 밀리건 자신은 그런 사실을 전혀 눈치 채지 못하고 있었다. 성폭행사건을 일으킨 주범은 평소 그들 사이에서 불량자로 취급받던 레즈비언 '에이들라나'인데….
이 책은 '24개의 인격을 가진 사나이'의 사랑과 고통, 눈물을 추적한 휴먼 스토리이다. 작가는 2년 동안 빌리 밀리건과 함께 지내면서, 그를 이해하려 노력한 정신과 의사들은 물론 그의 가족, 친구, 지인들을 모두 인터뷰하여 이 복잡한 이야기를 소설처럼 흥미진진하게 풀어내고 있다.
- The Milligan Wars: A True-Story Sequel

이미 두권의 책이 베스트셀러에 오른 일본에서 1994년 출판된 책이다.
- In Unveiling Claudia, (Bantam, 1986, 1987)

최고의 진정한 범죄 카테고리에서 에드거 상에 대한 미국의 미스터리 작가로 지명된 책이다.

콜럼버스, 오하이오 : 추운 겨울밤 트리플 살인 사건과 함께 폭발했다. 미키 맥캔, 미키의 Eldorado 클럽, 그와 함께 살았던 고고 댄서, 그리고 노인 어머니를 모시고 살던 맥캔씨- 셋은 맥켄씨의 고급 가정 내부에서 총에 맞아 죽은 채로 발견되었다. 세 사건의 현장에 모두 있었던 클라우디아. 그러나 살인사건은 계속되고-진실은 무엇인가를 책은 밝혀내려 한다.

## 출판 내역
- Flowers for Algernon (short story) (1959)
- Flowers for Algernon (novel) (1966) (adapted to cinema as Charly, 1968)
- The Touch (1968)
- The Fifth Sally (1980)
- The Minds of Billy Milligan (1981) (adapted to cinema as The Crowded Room, 2008)
- Unveiling Claudia (1986)
- Daniel Keyes Collected Stories (Japan, 1993)
- The Milligan Wars: A True-Story Sequel (Japan, 1994)
- Until Death (1998)
- Algernon, Charlie, and I: A Writer's Journey (2000)
- The Asylum Prophecies (2009)

## 대한민국 출판내역
- 모래시계 (조미옥 역, 청림출판, 1992.05.01) ISBN 89-352-0221-5
- 생쥐에게 꽃다발을 (조윤경 역, 잎새, 1992.07.01) ISBN 89-7484-018-9
- 다섯번째 샐리 (조윤경 역, 잎새, 1992.07.01) ISBN 89-7484-019-7|
- 다중인격자 (현준만 역, 미래사, 1992.09.01) ISBN 89-7087-214-0
- 24인의 사이코 (최현 역, 하서출판사, 1993.04.01) ISBN 978-89-7330-373-1|
- 알게논 무덤 위에 꽃을 (삼성출판사, 1998) ISBN 89-15-00610-0
- 찰리 (김선호 역, 문원북, 1998.10.20) ISBN 89-7461-117-1
- 빵가게 찰리의 행복하고도 슬픈 날들 (김인영 역, 동서문화사, 2004.03.01) ISBN 978-89-497-0269-8
- 앨저넌에게 꽃을 (김인영 역, 동서문화사, 2006.01.01) ISBN 89-497-0343-2
- 빌리 밀리건 (박현주 역, 황금부엉이, 2007.07.20) ISBN 978-89-6030-145-0

## 수상내역

### 수상
- 1960: Hugo Award for the short story Flowers for Algernon (short story)
- 1966: Nebula Award for the novel Flowers for Algernon (novel)
- 1986: Kurd Lasswitz Award for The Minds of Billy Milligan
- 1998: Locus Award, 40th best novel before 1990 for Flowers for Algernon (novel)

### 최고상
- 1967: Hugo Award for the novel Flowers for Algernon (novel)
- 1982: Edgar Award for the American Association of Mystery Writers for The Minds of Billy Milligan
- 1987: Edgar Award for the American Association of Mystery Writers for Unveiling Claudia.

## 참고페이지
- Daniel Keyes 공식홈페이지
- 네이버 인물검색 및 책검색
- 영문 위키피디아 Daniel Keyes 페이지
- 영문 위키피디아 Flowers for algernon 페이지